# アドルフ・アレクサンドル・レスレル
アドルフ・アレクサンドル・レスレル（Adolphe Alexandre Lesrel, 1839年5月19日 - 1929年2月25日）は、フランスの画家。アカデミック美術の画家で、神話を題材にした絵画や、近世の華やかな衣装の人物を描いた復古的な絵画を描いた。

## 略歴
ノルマンディー、マンシュ県のジェネ(Genêts)の裕福な「laboureur (自営農民)」の家に生まれた。22歳になった1861年にパリに出て、パリ国立高等美術学校でジャン＝レオン・ジェロームの教室で学んだ。多くの画家を教えたジェロームの最も初期の学生の一人であった。当時から歴史画を描き、戦闘の場面を描いた絵画が得意なエルネスト・メソニエ(1815-1891)からも学んだ。
1865年からパリのサロンに出展を始め、ほぼ毎年出展した。パリのサロンが民営化された後、1885年にフランス芸術家協会の会員に選ばれ、1890年にピエール・ピュヴィス・ド・シャヴァンヌやエルネスト・メソニエ、カロリュス＝デュランらによって国民美術協会が再建されるとメンバーとなり、1905年から国民美術協会の展覧会に出展を続けた。 1889年のパリ万国博覧会の美術展にも出展し入選した。
1872年にモデルの女性と結婚し、2人の娘が生まれた。1907年にパリのアトリエの美術品や絵画の資料にした骨董品を売り払い、故郷のジェネに移った。ブルターニュで活動し、使用人にブルターニュの伝統衣装を着せるなどして作品を描いた。
1927年にジェネで亡くなった。

## 作品

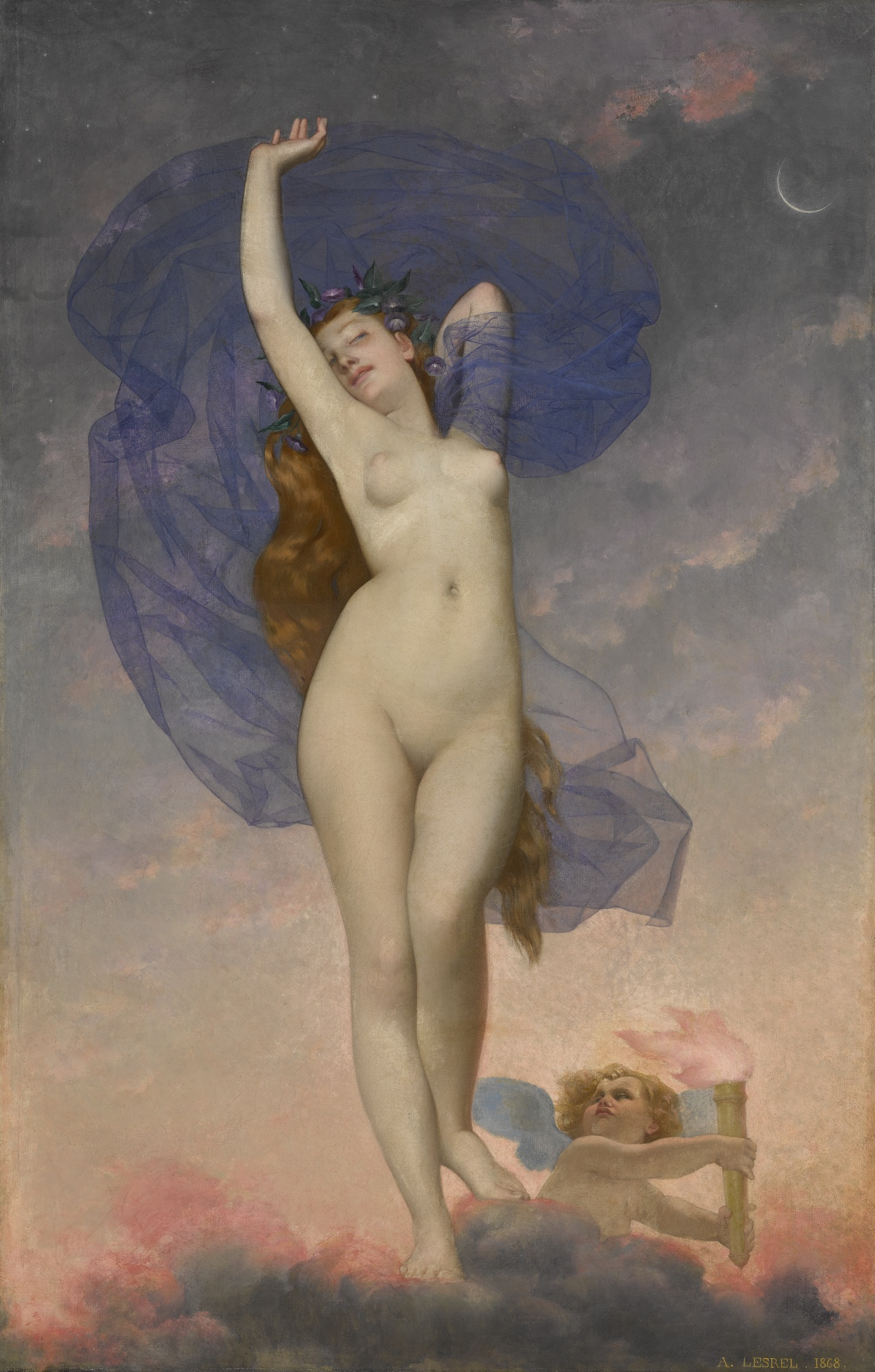
アウローラ (c.1868)、個人蔵
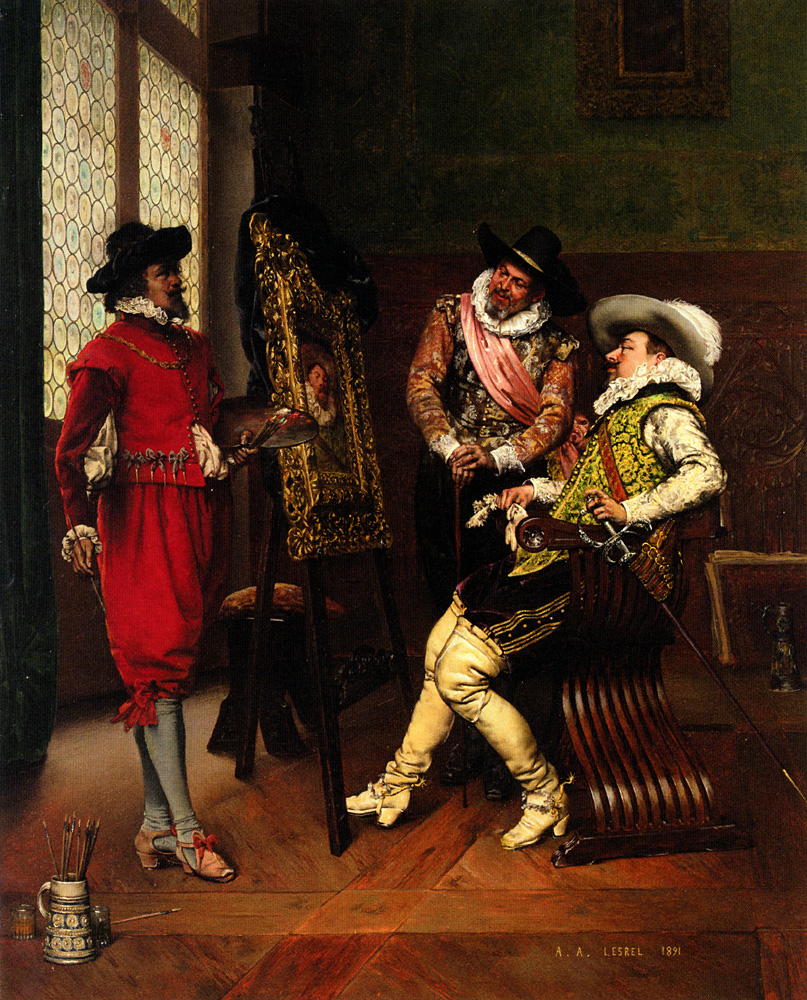
"Les Critiques" (1881)
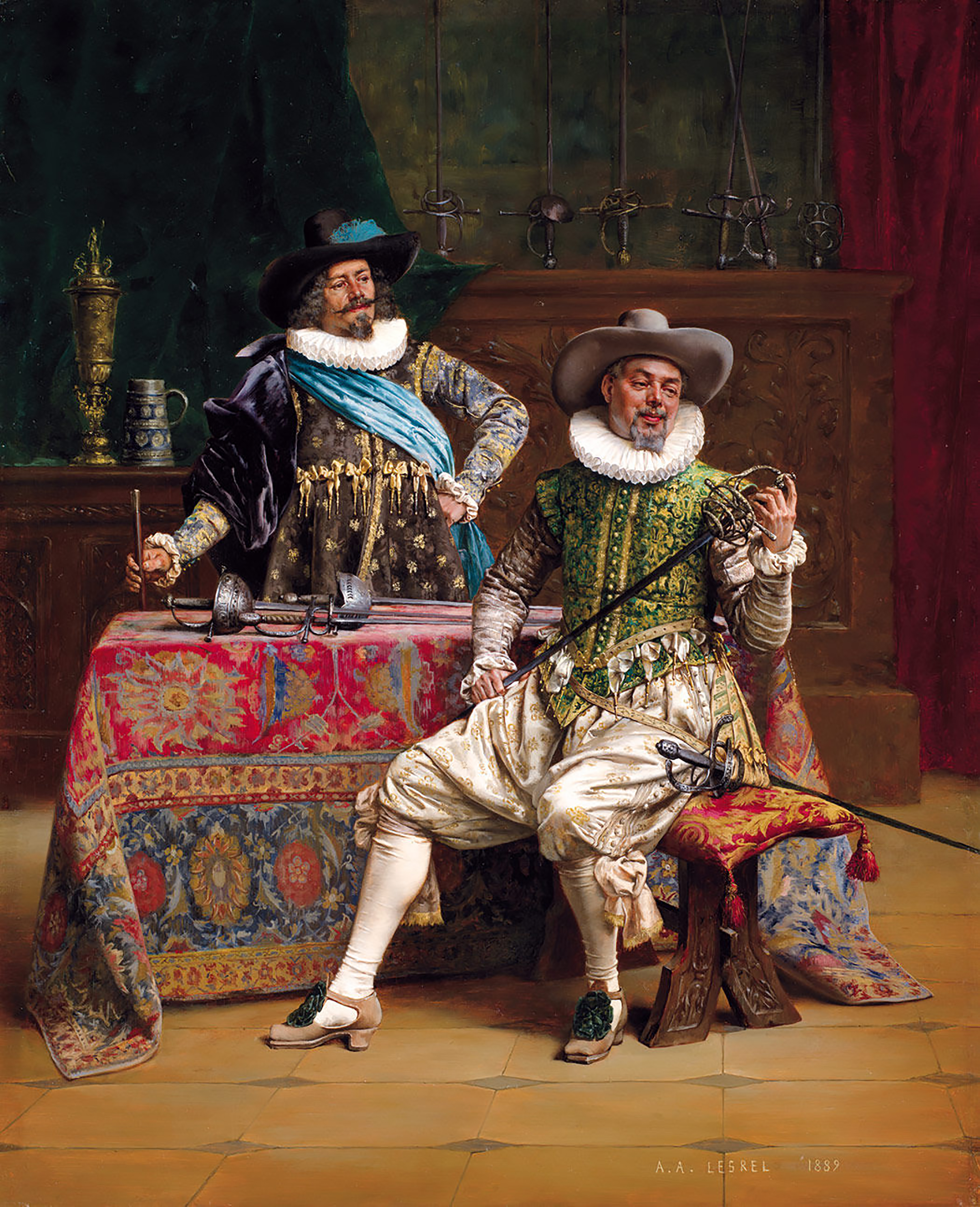
国王の甲冑師たち (1889)
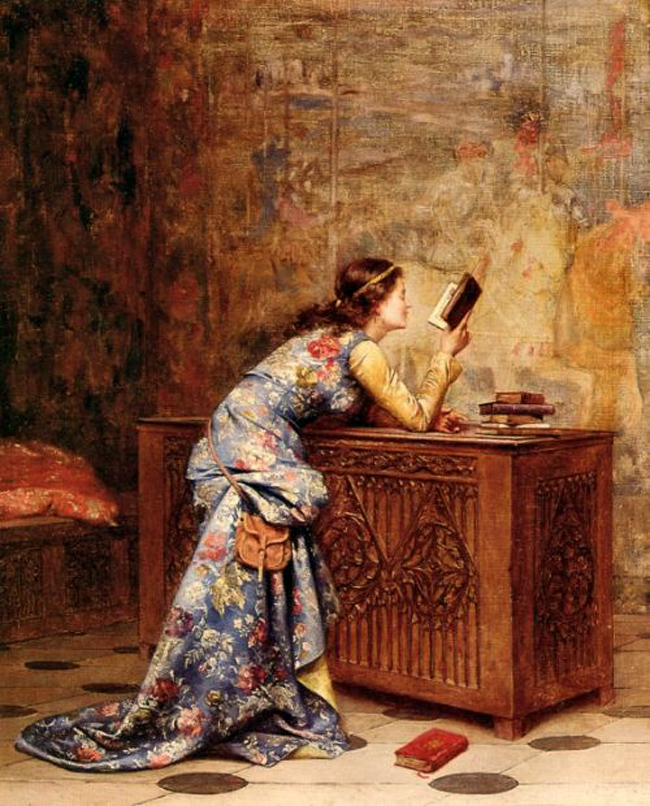
本に夢中

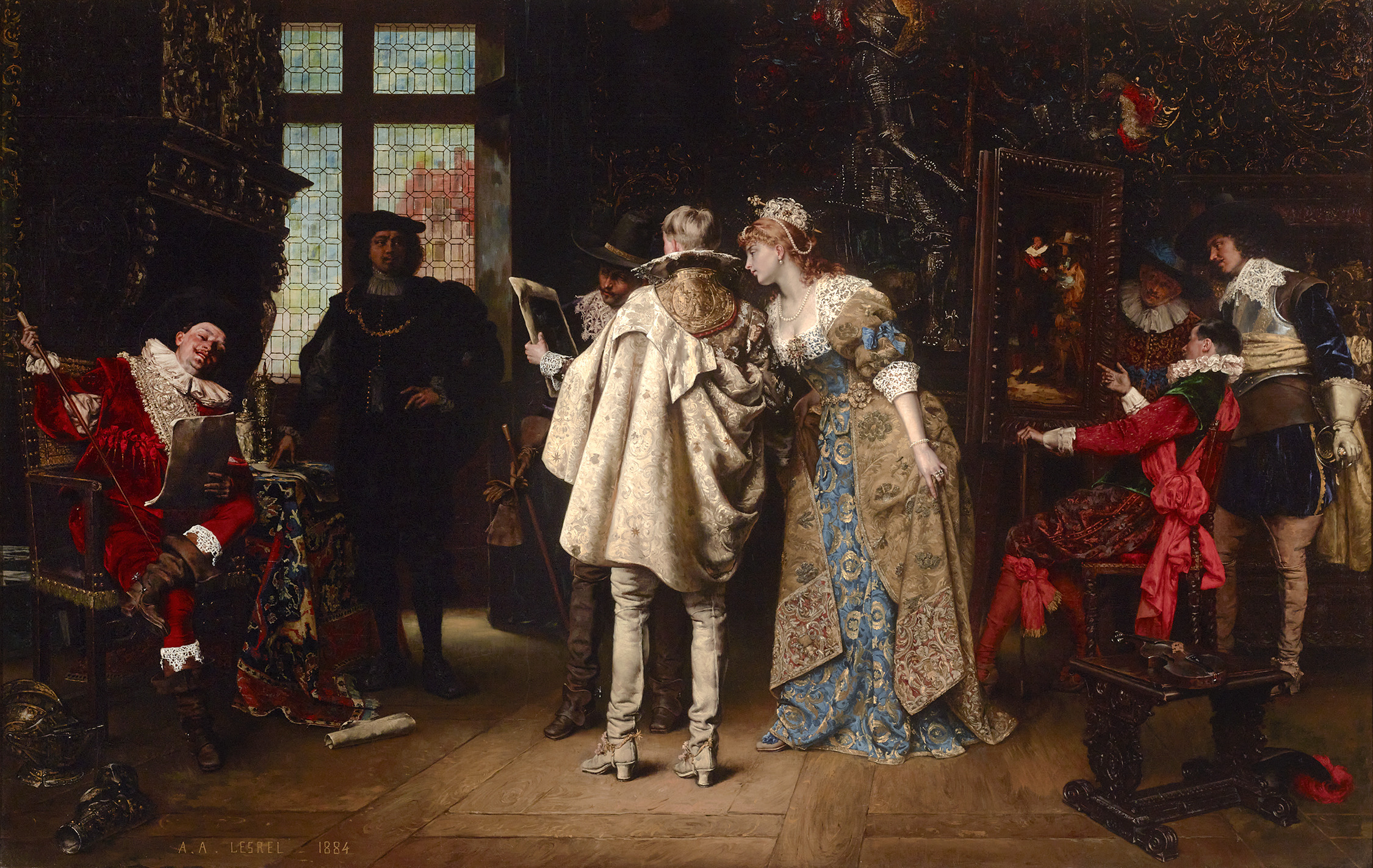
レンブラントのアトリエ(1884)
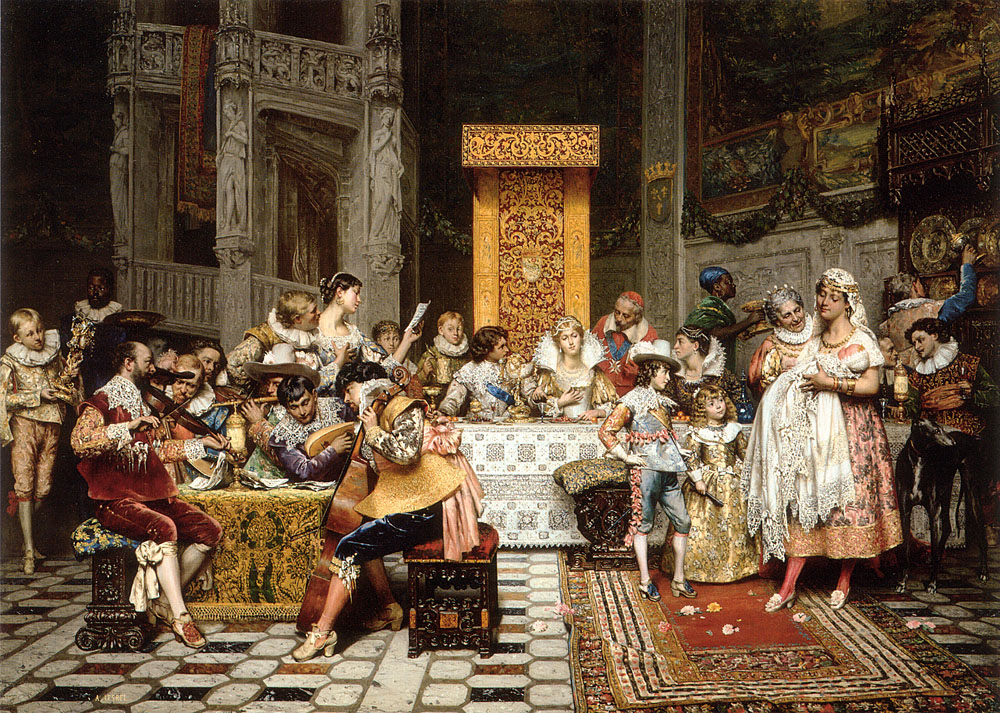
コンデ家の洗礼式
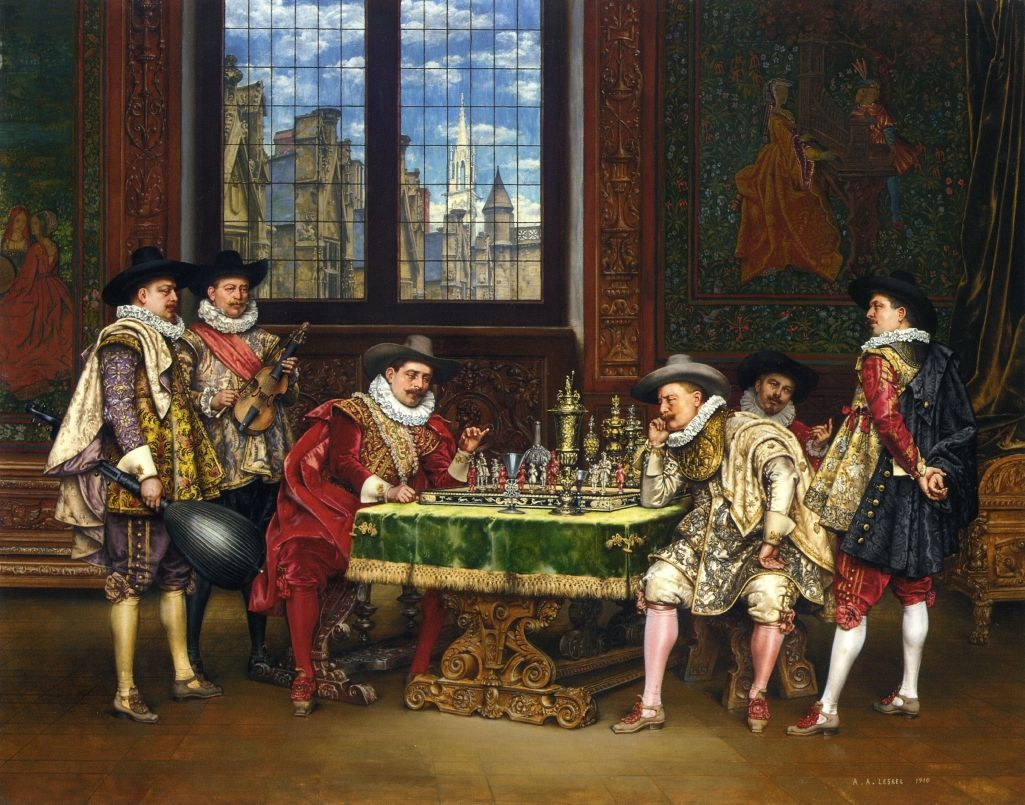
チェスの集まり